# 波多黎各足球協會
波多黎各足球協會是專門管轄波多黎各足球事務的組織。波多黎各球協會成立於1940年，並在1960年加入國際足協。此外，它還是中北美洲及加勒比海足球協會和加勒比海足球聯盟的成員之一。

## 外部連結
- 官方網頁 （页面存档备份，存于）（西班牙文）
- 國際足協網頁 （页面存档备份，存于）